# صانع الألماس (قصة قصيرة)
«صانع الماس» (بالإنجليزية: The Diamond Maker)‏ وهي قصة قصيرة كتبها هربرت جورج ويلز (بالإنجليزية: H. G. Wells)‏، نشرت لأول مرة في عام 1894 وكانت ضمن The Stolen Bacillus and Other Incidents وهي أول مجموعة قصص قصيرة لويلز، نشرت لأول مرة في عام 1895.
تدور أحداث القصة عن رجل أعمال يسمع رواية من رجل كرس سنوات من حياته لمحاولة لصنع الماس الاصطناعي فينتهي كمنبوذ يائس.

## الخلفية التاريخية
لقد كان معروفا منذ تجارب أنطوان لافوازييه أن الماس شكل من أشكال الكربون.
ظهرت قصة ويلز بعد بضع سنوات من ادعاءات (جيمس بالانتاين هني) في عام 1879 و(فرديناند فريديريك هنري مواسان) في عام 1893، بأنهم قاموا بصنع الماس الصناعي حيث سخن مواسان الفحم (شكل من أشكال الكربون) والحديد في الفرن حتى ذاب الحديد. ثم برده بسرعة حيث قام الحديد المتقلص بالبرودة بتوليد ضغط عالي وتحويل الفحم إلى ألماس. كما حاول آخرون تكرار هذه التجربة بعد عدة سنوات حيث تم صناعة قطع صغيرة جداً من الماس ولكن لم يتحقق نجاح تجاري في إنتاج الماس الصناعي حتى s1950 .
.

## القصة
يأخذ الراوي استراحة من حياته المهنية من خلال التفرج على النهر من حاجز نهر التمز، عندما يبدأ شخص يبدو وكأنه متشرد بالمحادثة معه وعلى الرغم من مظهره فهو يتحدث مثل رجل مثقف ولديه كيس من مما يبدو وكأنه ماس غير مصقول. إحداها كبيرة بحجم عقلة الإبهام عرض بيعها بمائة جنيه ولكن الراوي شك بالأمر.
أخبره الرجل أنه قضى سنوات في مشروع لصنع الماس. وقد فعل ذلك سرا لكي لا يقوم الآخرون بتقليد عمله وحتى يتمكن من بيع الماس دون أن يعرف أنه يمكن إنتاجه بكميات كبيرة وبعد نفاذ ماله أجرى تجاربه في مساكن رخيصة في كنتيش تاون وزاول مهن وضيعة متنوعة باستخدام فكرة اوحت بها تجارب غابرييل أوغست دوبري وذلك بوضع خليط قد ينتج الماس مع الديناميت في أسطوانة قوية جدا لتنفجر وقد نجح في نهاية المطاف. وبينما كان يتطلع إلى النتائج قام أحد الجيران، ( معتقداً بأنه مشاغب يصنع قنبلة)، بالاتصال بالشرطة. عند ذلك فر من بيته حاملاً الماسه معه وهذا تركه بالحالة التي وجده بها الراوي : متشرد ويحمل الماس الذي لا يمكن أن يحاول بيعه من دون إثارة الشكوك.
يعتقد الراوي أن قصة الرجل قد تكون عبقرية، ويعطيه بطاقة العمل الخاصة به ولكن على الرغم من البقاء على تواصل معه لفترة لكنه لا يراه مرة أخرى ويتساءل إذا كان الرجل قد مات، أو ربما يعاود الظهور ويصبح مشهورا. ويتساءل إذا كان قد فقد فرصة عمل.